# 金泰鐘
金 泰鐘（キム・テジョン、朝鮮語: 김태종、1947年12月12日 - ）は、朝鮮民主主義人民共和国の外交官、教授。元駐ネパール大使、元駐ラオス大使、元駐ブラジル大使。

## 経歴
平壌国際関係大学卒後、同校教授、朝鮮労働党国際部課長、1996年から2001年まで駐ネパール大使、朝鮮労働党国際部副部長、2004年から2005年まで駐ラオス大使、朝日友好親善協会長、2013年から2015年まで駐ブラジル大使を務めた。